# دائول کیم
دائول کیم (زاده ۳۱ مه ۱۹۸۹ - درگذشته ۱۹ نوامبر ۲۰۰۹) مانکن اهل کره جنوبی در سطح بین‌المللی بود.

## زندگی حرفه‌ای
دائول کیم در تاریخ ۳۱ مه ۱۹۸۹ در سئول کره جنوبی متولد شد. او به‌طور منظم بر جلد مجلاتی مانند ووگ، Dazed & Confused، i-D، ظاهر می‌شد. در کره جنوبی هم در مجلاتی مانند ووگ کره‌ای در ماه اوت ۲۰۰۷ و مه ۲۰۰۸ و همچنین در هارپرز بازار در ژوئیه ۲۰۰۸ ظاهر شد.
شنل، ویوین وست‌وود، کارل لاگرفلد، الکساندر مک‌کوئیم، کریستوفر کین تعدادی از شرکت‌های متخصص مد هستند که برای معرفی محصولات خود با او ارتباط برقرار کردند. در سال ۲۰۰۸ او به عنوان مانکن سال توسط مجلهٔ Anan معرفی شد. او همچنین در سریال کره‌ای «I am a Model» در فصل سوم آن حضور پیدا کرد. در ژوئن ۲۰۰۹ به صورت برهنه در مجله i-D ظاهر شد. زندگی حرفه‌ای او تا نقل مکان او به پاریس در سال ۲۰۰۹ برای کار در Next ادامه یافت. در نوامبر ۲۰۰۹ کمی قبل از مرگش در مجله استرالیایی Russh ظاهر شد.

## مرگ
دائول کیم در تاریخ ۱۹ نوامبر ۲۰۰۹ در آپارتمانش در پاریس خودکشی کرد. وی دلیل خودکشی خود را تنهایی، کار زیاد و تمایل به آسیب‌زدن به خود، عنوان نموده است.